# 穆阿维叶一世
穆阿維亞一世（阿拉伯语：معاوية；602年—680年5月6日），即穆阿維亞·本·艾比·蘇富揚（羅馬化：Muʿāwiya ibn Abī Sufyān），是奧瑪亞王朝的創建者及第一位哈里发，其统治始于661年直到逝世。他在伊斯兰教先知穆罕默德逝世后不到30年紧随四大正统哈里发即位。穆阿維亞是伊斯兰教先知较晚的追随者，不同于他的前任──多为穆罕默德早期的密切追随者。
穆阿維亞虽然将他的倭马亚宗族影响力控制在统治麦地那的范围内，但他将自己的儿子耶齐德一世提名为自己的继承人。这在伊斯兰政治中是一次前所未有的行动，包括阿里的儿子海珊、阿卜杜拉·伊本·祖拜尔在内的穆斯林首领的反对持续到穆阿維亞逝世之后，以伊斯兰教第二次内战爆发告终。虽然在当代文献中对穆阿維亞有不可忽视的敬仰，他由于对正统哈里发国缺乏公正与虔诚，以及将哈里发的位置转变为王位而饱受批评。除去这些批评，逊尼派将他尊为与穆罕默德地位相同的人，同时是揭示古兰经的法理学家。而什葉派因穆阿維亞反对阿里、被指控毒死儿子哈桑、接受伊斯兰教但缺乏坚定信念而谩骂之。

## 生平
穆阿維亞一世出生於麥加古來氏族中的伍麥亞家族，是阿布·蘇富揚與貴族欣德的次子。阿布·蘇富揚以反對先知穆罕默德傳布伊斯蘭教著稱；穆阿維亞亦隨父親参加了多次反對穆斯林的戰役。但在629年麥加被穆罕默德佔領後，穆阿維亞與父親一同改宗伊斯蘭教。
穆阿維亞於633年參加伊斯蘭軍隊對敘利亞的征服之戰，戰後成為大馬士革總督。在其堂叔奥斯曼·伊本·阿凡任哈里發時期，穆阿維亞被任命為敘利亞總督（640年）。655年，他在“船桅之戰”中率領阿拉伯艦隊戰勝了東羅馬帝國的海軍。
656年，奧斯曼·本·阿凡被來自伊拉克和埃及的宗教刺殺團刺殺之後，心懷鬼胎的穆阿維亞堅決反對先知穆聖的侄子兼女婿阿里·伊本·艾比·塔里卜繼任為哈里發。他公開展示堂叔奥斯曼和其妻子的血衣，暗示奥斯曼遇刺，實為阿里所指使。雙方矛盾尖銳，終於在657年爆發了綏芬之戰。
在這場戰役中，原先處於劣勢的穆阿維亞，在其幕僚長的建議下，命令士兵把《古蘭經》挑在槍尖上（這被認為是一種褻瀆的行為），意圖迫使阿里「接受真主安拉的裁决」。在其部眾脅迫下，阿里無奈地接受了這一要求，而最終的裁決結果是“雙方均放棄哈里發職位”。（當然，穆阿維亞很可能在其中作了手腳），阿里的追随者因而發生分裂。661年，分裂出的一派哈瓦利吉派刺殺了阿里（其中或有穆阿維亞的操控）。
阿里過世後，穆阿維亞遂没有了足以一搏的競爭對手，他在哈瓦利吉派的支持下，僭稱為哈里發。

### 哈里发
穆阿維亞一世定鼎於大馬士革。在去世前，穆阿維亞設法使宗教領袖們接受他的兒子葉濟德為其繼承人，由此，穆阿維亞藉由強大的權謀與世俗權威，破壞了哈里發具備神权贵族屬性的民主選舉制度，采用哈里发世袭制并正式建立了伍麥亞王朝。穆阿維亞一世是奧瑪亞王朝的第一位、也是最有政治才能的哈里發。他是那個時代最具强勢的人物之一，還是一位大外交家。他的政策庇護了阿拉伯部落貴族的權益。伊瑪目阿里關於他政治才能的事說：“面對真主發誓，穆阿維亞並不比我有謀略，但是他背信棄義而妄自作為，若不是我厭惡背信棄義，我肯定是眾人裏最有謀略的人，但是一次背信棄義即一次犯罪，一次犯罪即一次叛教。”（《辭章之道》，201言說）
穆阿維亞一世的直系後代只傳了三世，到他的孫子穆阿維亞二世時就絕嗣了。這一家族被稱為蘇富揚支。從馬爾萬一世開始的歷代奧瑪亞王朝哈里發是穆阿維亞一世的叔叔之後裔。

650年前后的地中海世界

| 穆阿维叶一世 倭馬亞王朝出生于：606年逝世於：680年 | 穆阿维叶一世 倭馬亞王朝出生于：606年逝世於：680年 | 穆阿维叶一世 倭馬亞王朝出生于：606年逝世於：680年 |
| 伊斯蘭教遜尼派頭銜                                | 伊斯蘭教遜尼派頭銜                                | 伊斯蘭教遜尼派頭銜                                |
| ------------------------------------------------- | ------------------------------------------------- | ------------------------------------------------- |
| 前任者： 阿里一世                                 | 伊斯蘭教第五代哈里發(自稱) 661年－680年           | 繼任者： 雅季德一世                               |